# 乔治娅·威尔逊
乔治娅·威尔逊（英語：Georgia Wilson，1996年5月20日—），澳大利亚女子曲棍球运动员。她曾代表澳大利亚参加2022年英联邦运动会曲棍球比赛，获得一枚银牌。她也曾参加2020年夏季奥林匹克运动会。